# 高綽 (北齊)
南陽王高綽（556年5月29日—574年），字仁通，初名融，字君明，北齊武成帝高湛庶長子，母李夫人。
高綽與高緯同日出生，但因為庶出故被貶為第二子，一开始被过继给十五叔漢陽王高洽袭封汉阳王。河清三年（564年），改封南陽王，另外给高洽设嗣子。高綽由十餘歲起，留守晉陽。他為人殘虐，愛波斯狗。後高綽被封為司徒、冀州刺史，愛好縱犬噬而食祼人。他曾經碰到一婦人抱兒經過，他取小兒以餵飼狗隻。婦人號哭，高綽大怒，又再縱狗去咬婦人，狗不食，高綽以兒血塗婦人，再縱狗食。後主高緯聽聞此事後，將高綽曾赴行在所。至而宥之。問：“在州何事最樂？”對曰：“聚蠍於盆，使狙其中。”高緯立即命令索蠍置於浴斛，使人裸臥其中。號叫宛轉，觀之喜噱不已。因讓之曰：“如此樂事，何不馳驛奏聞？”因此而得寵，拜為大將軍，朝夕與後主同戲。
武平五年（574年），姨父南安王高思好造反，姨母李氏被烧死，而母亲李夫人受此刺激逝世。就在一年，昌黎郡王韓鳳命令高綽親信誣告高綽謀反，並上奏說：「此犯國法，不可赦。」後主不忍明刀誅殺親兄，唯有暗中命得寵的胡人何猥薩在後園與高綽相撲時扼殺他。高綽死後埋葬於興聖佛寺。經歷四百餘日後大斂，顏色毛髮皆如在生的時候。北齊亡國後，高綽妃子郑氏為北周武帝所寵幸，她請求將高綽下葬。宇文邕下詔葬高綽於永平陵北。